# マージ・スミス
- マジ・スミス

マージ・スミス（Mazi Smith, 2001年6月16日 - ）は、アメリカ合衆国ミシガン州グランドラピッズ出身のアメリカンフットボール選手。ポジションはディフェンシブタックル。

## 経歴

### カレッジ
ミシガン大学では3年目の2021年シーズンに37タックル、4つのパスディフレクションを記録した。
2022年シーズン開幕前にジ・アスレチックが発表したカレッジフットボールの「怪物リスト」では、恵まれた体格と敏捷性を評価され1位にランクインした。シーズンではオールビッグ10ファーストチームに選出された。

### ダラス・カウボーイズ
| 6 ft 3 in (191 cm) | 323 lb (147 kg) | 33+3⁄4 in (86 cm) | 9+3⁄4 in (25 cm) | 29.5 in (75 cm) | 8 ft 11 in (2.72 m) | 34 回 |
| Sources:           |                 |                   |                  |                 |                     |       |

2023年のNFLドラフトにて、全体26位でダラス・カウボーイズから指名された。カウボーイズがドラフト1巡目でディフェンシブタックルを指名したのは1991年のラッセル・メリーランド以来だった。

## 人物
2022年10月7日に銃の不法所持で逮捕された。この2ヶ月後にはさらに銃器を隠し持っていた疑いで起訴されたが、公聴会の末に棄却された。